# Lisičine
Lisičine is een plaats in de gemeente Voćin in de Kroatische provincie Virovitica-Podravina. De plaats telt 6 inwoners (2001).